# Pseudomyrmex wheeleri
Pseudomyrmex wheeleri is een mierensoort uit de onderfamilie van de Pseudomyrmecinae. De wetenschappelijke naam van de soort is voor het eerst geldig gepubliceerd in 1944 door Enzmann, E.V..